# Scelidosauridae
Los escelidosáuridos (Scelidosauridae) son una familia de dinosaurios ornitisquios tireóforos primitivos, que vivieron desde el Jurásico inferior, en lo que hoy es Asia, Europa y Norteamérica. Es un grupo de ornitisquios primitivos cercanos al ancestro de los estegosaurianos y anquilosaurianos. Forman parte de este clado  Scelidosaurus, Bienosaurus y Scutellosaurus. Originalmente propuesto por Edward Drinker Cope en 1869, la familia fue resucitada por el paleontólogo chino Dong Zhiming en 2001 luego del estudio de Bienosaurus, que mostrara cercanas afinidades a Scelidosaurus. Todos los Scelidosáuridos fueron encontrados en sedimentos de principios del Jurásico, pero pudieron persistir hasta fines del mismo período geológico. Los fósiles se han encontrados en China, Inglaterra y Arizona. Algunos paleontólogos consideran a  Scelidosauridae parafilético, pero Benton (2004) enlista a este grupo como monofilético.